# تيري ديفيز
تيري ديفيز (25 أكتوبر 1960 في المملكة المتحدة - )  (بالإنجليزية: Terry Davies)‏ هو لاعب كريكت بريطاني.